# 2014 TZ33
2014 TZ33, também escrito como 2014 TZ33, é um corpo celeste que é classificado como um centauro, numa classificação estendida de centauros. Ele possui uma magnitude absoluta de 11,3 e tem um diâmetro estimado de cerca de 24 km.

## Descoberta
2014 TZ33 foi descoberto no dia 3 de outubro de 2014 pelo Mt. Lemmon Survey.

## Órbita
A órbita de 2014 TZ33 tem uma excentricidade de 0,756 e possui um semieixo maior de 38,550 UA. O seu periélio leva o mesmo a uma distância de 9,410 UA em relação ao Sol e seu afélio a 67,690 UA.